# جان بکوید
جان بکوید (انگلیسی: Jon Beckwith؛ زادهٔ december ۲۵, ۱۹۳۵ (۸۹ سال)) دانشمند در زمینه میکروبیولوژی و ژنتیک اهل ایالات متحده آمریکا است.
وی همچنین برندهٔ جوایزی همچون جایزه سلمان واکسمن در میکروبیولوژی شده‌است.